# Oom-Pah-Pah
Oom-Pah-Pah è una ballata del musical di Lionel Bart del 1960 Oliver! e dell'omonimo film del 1968. Il musical, debuttato nel West End londinese, è tratto dal romanzo di Charles Dickens Le avventure di Oliver Twist. La canzone apre il secondo atto ed è cantata da Nancy.
Nella malfamata taverna "Three Cripples", i presenti chiedono a Nancy, la donna di Bill Sikes di cantare la celebre ballata Oom-Pah-Pah, una canzone molto orecchiabile che nasconde, però, riferimenti all'intossicazione e alla fornicazione, ed è ricca di doppi sensi. La canzone prende spunti dalla ballata da Music-hall del XIX secolo Ta-ra-ra Boom-de-ay.
La canzone costituisce una digressione dalla trama del musical, essendo infatti solo un modo per iniziare in allegria il secondo atto prima che gli avvenimenti degenerino. 
Nell'adattamento cinematografico del 1968 la canzone, cantata da Shani Wallis, è posta in una differente posizione rispetto al musical. La ballata non apre più il primo atto, anzi, diventa una delle ultime. Bill Sikes e Fagin sono riusciti a catturare nuovamente Oliver e lo portano al "Three Cripples". Qui Nancy, decisa ad aiutare il bambino e a riportarlo sano e salvo da Mr. Brownlow, comincia a cantare la canzone, coinvolgendo presto tutti i presente. Distratti dalla musica, Bill e Fagin non si accorgono che Nancy è ormai scappata con il bambino.